# Liste d'animaux venimeux
 (janvier 2015).
Si vous disposez d'ouvrages ou d'articles de référence ou si vous connaissez des sites web de qualité traitant du thème abordé ici, merci de compléter l'article en donnant les références utiles à sa vérifiabilité et en les liant à la section « Notes et références ».
Cette liste d'animaux venimeux recense les espèces animales généralement considérées comme les plus dangereuses du fait du venin qu'ils peuvent injecter à leurs victimes.
Ces espèces animales sont très variées, incluant reptiles, arachnides, céphalopodes, méduses, poissons, insectes, mammifères, voire dinosaures (tel que le Sinornithosaurus, pour lequel certains chercheurs ont émis l'hypothèse qu'il était venimeux). Plusieurs espèces parmi les plus dangereuses vivent en Australie ou dans ses environs immédiats.

## Arachnides

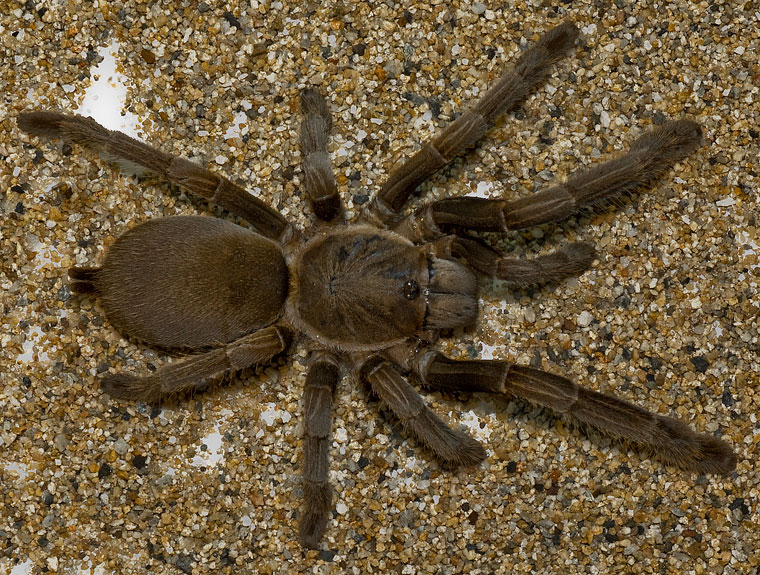
Selenocosmia crassipes, redoutable mygale siffleuse d'Australie.

- Selenocosmia crassipes : mygale endémique du Queensland, en Australie,

### Scorpions
Plus d'un million de personnes sont piquées chaque année par un scorpion, le nombre de décès s’élevant à un peu plus de 3 000, mais les données sont très vraisemblablement sous-estimées car les piqûres sont loin d'être toutes inventoriées et les décès surviennent souvent en dehors de toute prise en charge médicale.
Toutes les espèces de Scorpions sont venimeuses et la quasi-totalité des espèces utilisent des venins neurotoxiques (à l'exception de Hemiscorpius lepturus qui possède un venin cytotoxique). Les neurotoxiques utilisés sont en général de petites protéines qui vont interférer avec le système nerveux de la victime (inhibition des canaux sodiques ou potassiques). Leur action est en général très rapide.
Parmi les espèces les plus dangereuses pour l'homme, citons le Leiurus quinquestriatus, et les espèces des genres Parabuthus, Buthus, Tityus, Centruroides et Androctonus. Il est généralement estimé que passées les 24 premières heures après la piqûre, tout risque mortel est écarté.

## Poisson
- La raie pastenague elle dispose d'un dard dont les piqûres sont souvent douloureuses et parfois mortelles.
- Poisson-chat rayé les adultes possèdent des aiguillons venimeux (un sur chaque nageoire pectorale, un autre sur la nageoire dorsale) pour se protéger des prédateurs, et pouvant s'avérer mortel pour un homme.
- Le Fugu
- Le poisson pierre

## Mollusques

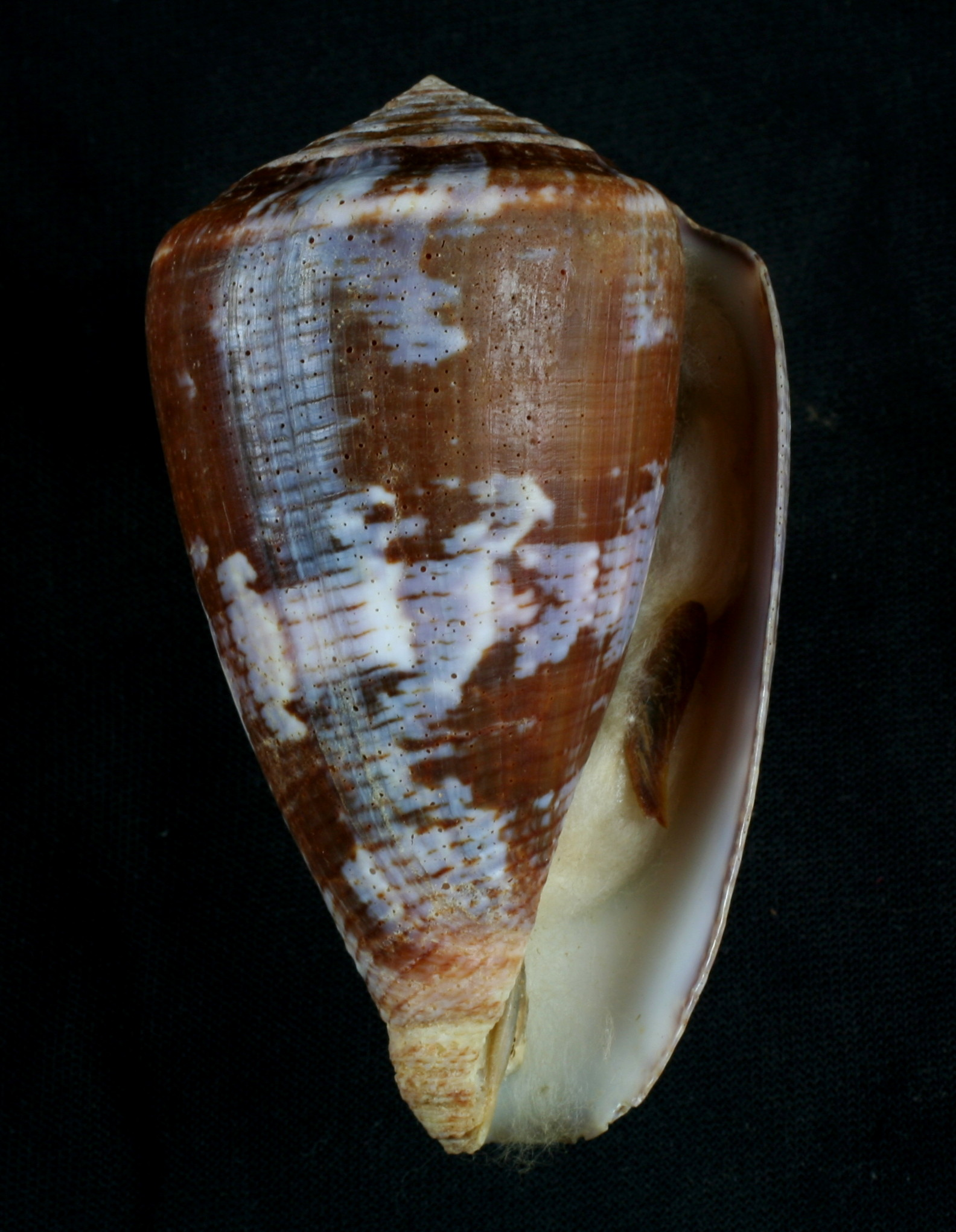
Cône pourpré.

- Cône pourpré : il vit dans les eaux chaudes des régions tropicales. Il possède une trompe qui lui permet d’envoyer une fléchette recouverte de venin constitué de nombreuses toxines différentes, elles peuvent tuer un homme en causant une paralysie respiratoire[6].

## Céphalopodes
- Pieuvre à anneaux bleus : cette très petite pieuvre des eaux australiennes peut paraître inoffensive. Elle ne possède ni aiguillon ni dard mais lorsqu'elle mord, elle injecte sa salive qui contient une neurotoxine contenant de la tétrodotoxine[2]. La salive agit immédiatement dans le corps de la victime. D'abord vient la fièvre puis des douleurs musculaires, un arrêt cardiaque et la mort. Ce venin est mortel pour les organismes d'un poids inférieur à 1 200 kg[réf. nécessaire].

## Méduses

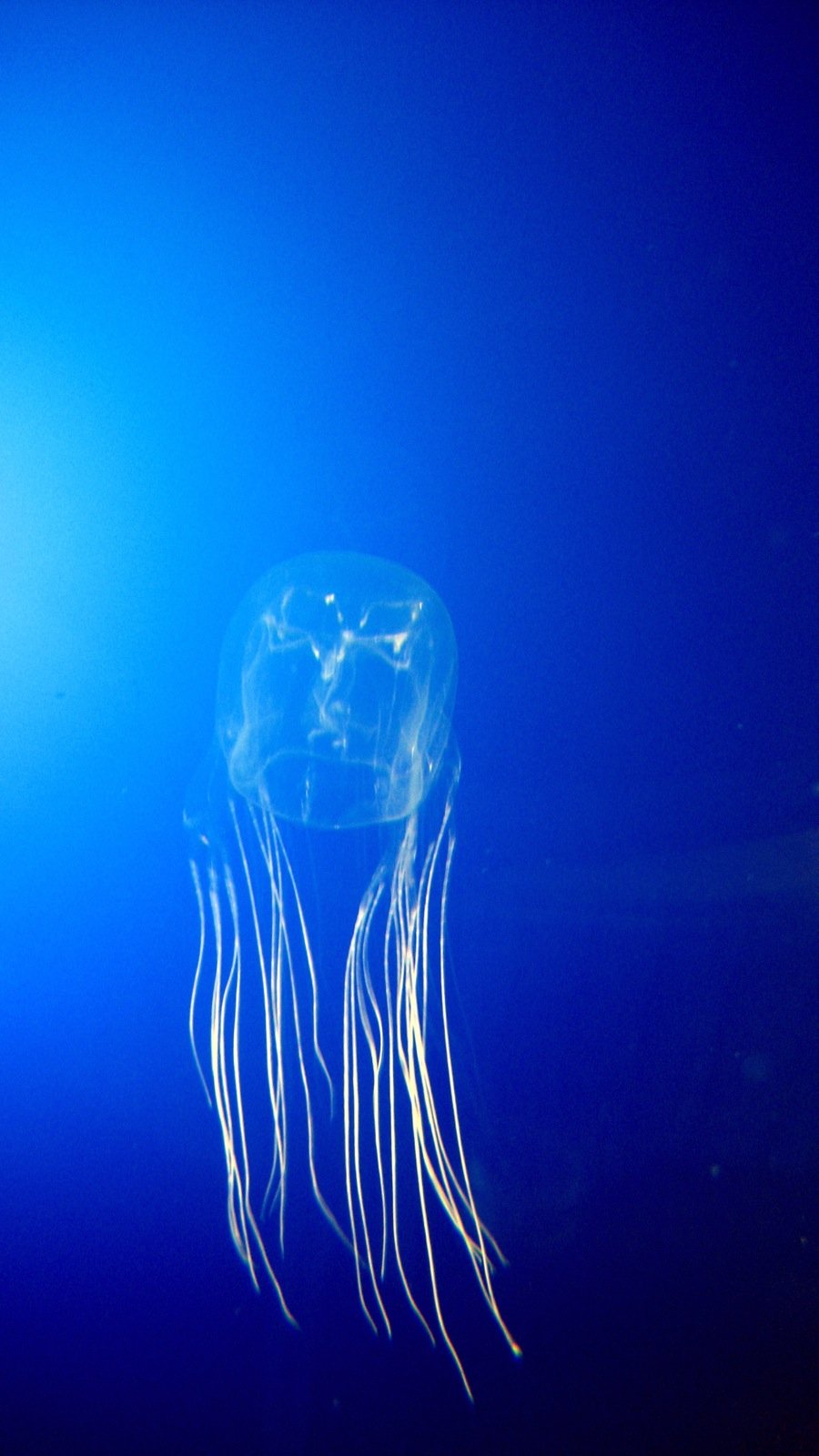
Cuboméduse australienne.

- Cuboméduse d'Australie : cette cuboméduse vit dans les moyennes profondeurs, dans les eaux du littoral australien et du sud-est asiatique. Elle possède des tentacules mesurant jusqu'à trois mètres de long, contenant un venin extrêmement puissant. Elle est considérée comme la méduse la plus dangereuse au monde, ayant causé - rien qu'en Australie - au moins 63 morts enregistrées entre 1884 et 1996 ; la mort résulte en général d'un arrêt cardiaque.

## Reptiles

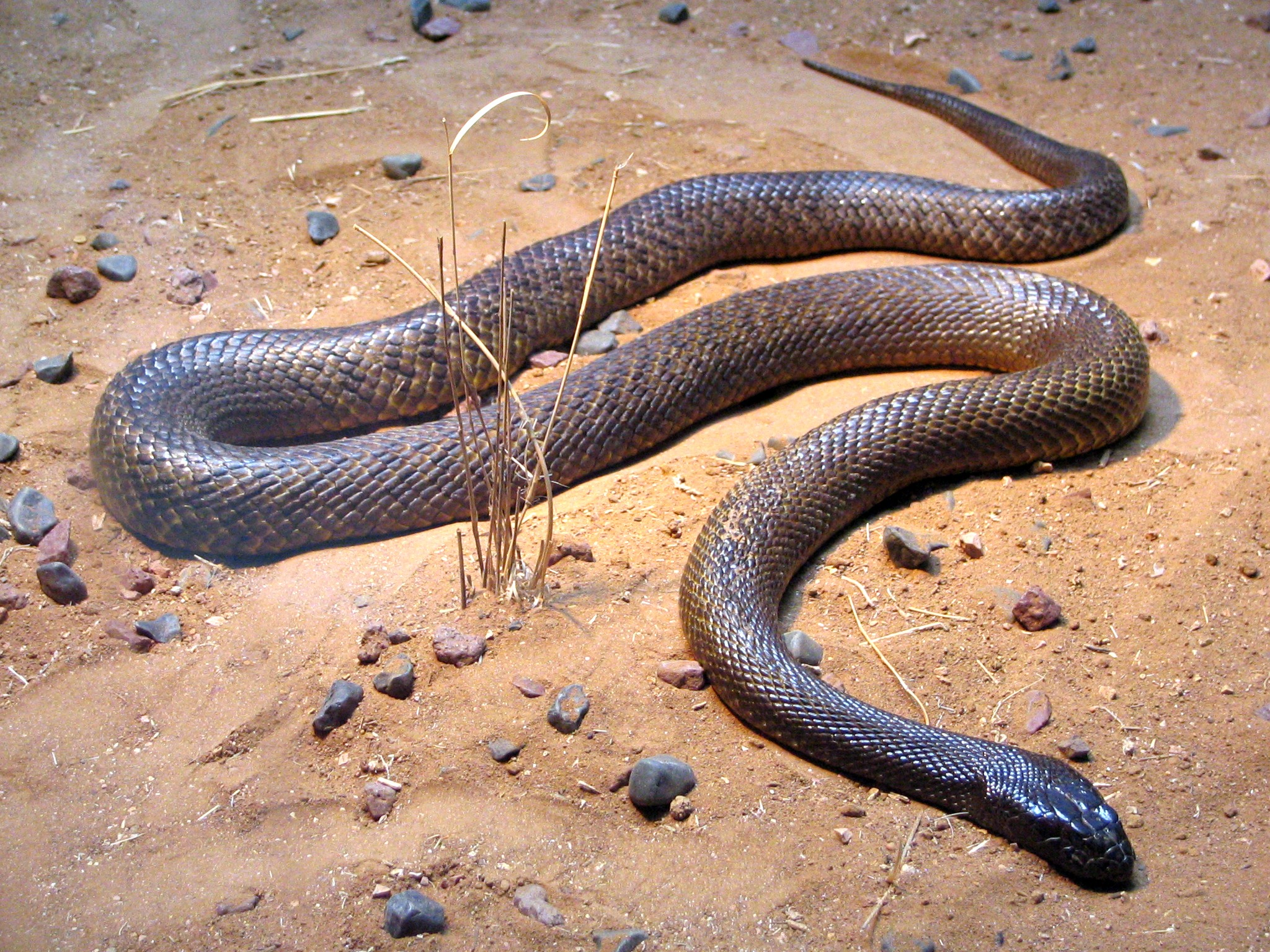
Le taipan du désert, souvent considéré comme l'animal le plus venimeux du monde.

- Mamba noir : ce serpent africain est très dangereux en raison de son venin puissant (sa morsure injecte en général 100 à 120 mg de venin, mais cela peut aller jusqu'à 400 mg[7], 10 à 15 mg de son venin étant mortel pour un homme adulte. Par conséquent, la quantité de venin injectée en une seule morsure suffirait en théorie pour tuer entre 12 et 40 hommes), mais surtout de son agressivité[Information douteuse]. De plus, il est extrêmement rapide, puisqu'il a été chronométré à une vitesse de 11 km/h sur une distance de 43 mètres[8], ce qui en fait un des serpents les plus véloces du monde.
- Taipan du désert : ce serpent australien est plus venimeux que le mamba noir. Mais il est très craintif, surtout des hommes, et préfère se cacher. Il est mortel pour des organismes d'un poids inférieur à 6 000 kg[9]. Une dose de ce venin neurotoxique est capable de tuer 100 hommes adultes ou 250 000 souris[10].
- Monstre de Gila est une espèce de sauriens venimeux de la famille des Helodermatidae. C'est le seul lézard venimeux connu d'Amérique du Nord avec son proche cousin Heloderma horridum. Bien qu'il soit venimeux son caractère tranquille voire passif fait qu'il est peu dangereux pour les humains. Il a toutefois mauvaise réputation et est parfois tué pour cette raison bien qu'il soit protégé en Arizona.

## Sources
- Fascicule de la collection « National Geographic insectes et autres bestioles » (le numéro 1 traite du scorpion doré de Mandchourie).